# Voyager (album, Mike Oldfield)
Voyager je šestnácté studiové album britského multiinstrumentalisty Mika Oldfielda. Bylo vydáno v létě 1996 (viz 1996 v hudbě) a v britském žebříčku prodejnosti hudebních alb se umístilo nejlépe na 12. místě.
Zcela instrumentální album Voyager se zcela odlišuje od svého předchůdce, desky The Songs of Distant Earth – „soundtracku“ k sci-fi románu A. C. Clarka. Voyager je inspirován keltskou a irskou hudbou. Obsahuje tři irské („The Hero“, „Women of Ireland“ a „She Moves Through the Fair“) a dvě skotské („Dark Island“ a „Flowers of the Forest“) lidové písně upravené Oldfieldem. Další skladbu, „The Song of the Sun“, zkomponoval Bieito Romero ze španělské skupiny Luar na Lubre, která hraje keltskou hudbu. Od Mika Oldfielda tak pocházejí pouze čtyři skladby na albu.

## Skladby
1. „The Song of the Sun“ (Romero) – 4:32
2. „Celtic Rain“ (Oldfield) – 4:41
3. „The Hero“ (tradicionál, úprava Oldfield) – 5:03
4. „Women of Ireland“ (tradicionál, úprava Oldfield) – 6:29
5. „The Voyager“ (Oldfield) – 4:26
6. „She Moves Through the Fair“ (tradicionál, úprava Oldfield) – 4:06
7. „Dark Island“ (tradicionál, úprava Oldfield) – 5:43
8. „Wild Goose Flaps Its Wings“ (Oldfield) – 5:04
9. „Flowers of the Forest“ (tradicionál, úprava Oldfield) – 6:03
10. „Mont St. Michel“ (Oldfield) – 12:18

## Obsazení
- Mike Oldfield – elektrická kytara, akustická kytara, mandolína, klávesy
- Maire Breatnach, Seán Keane – housle
- Liam O'Flynn – dudy
- Matt Molloy – irská příčná flétna, irská píšťalka
- John Myers – irská píšťalka, housle
- Davy Spillane – dudy, irská píšťala
- Noel Eccles – perkuse
- London Voices – sbor
- Highland Pipers, London Symphony Orchestra